# Apostolos Santas

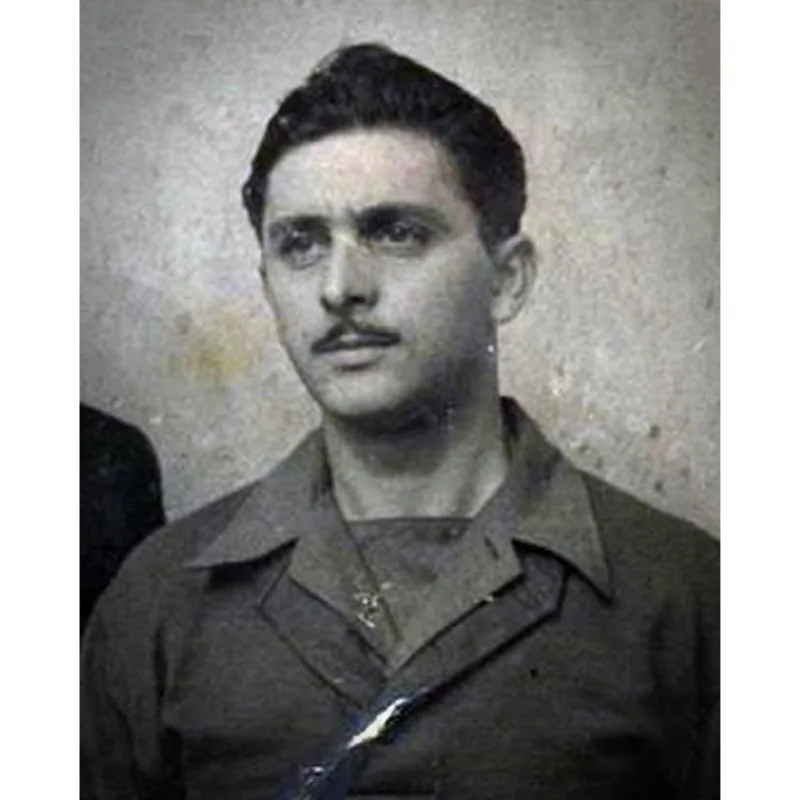
Apostolos Santas (1944)

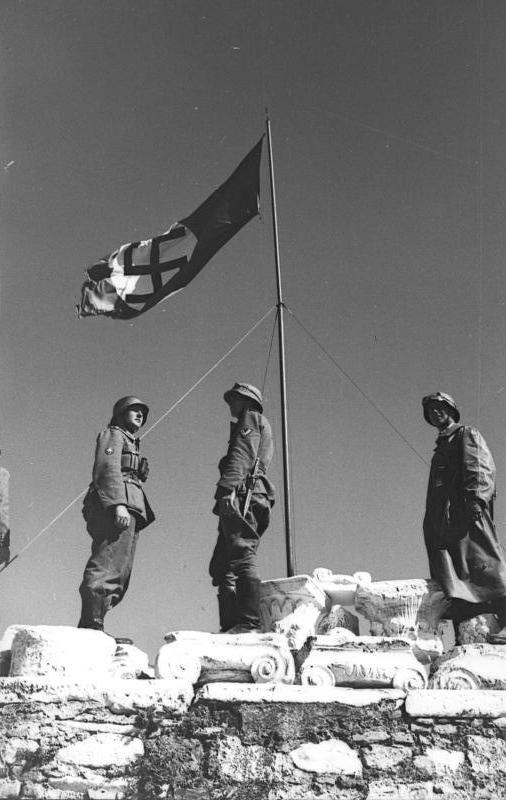
Hakenkreuzflagge auf der Akropolis

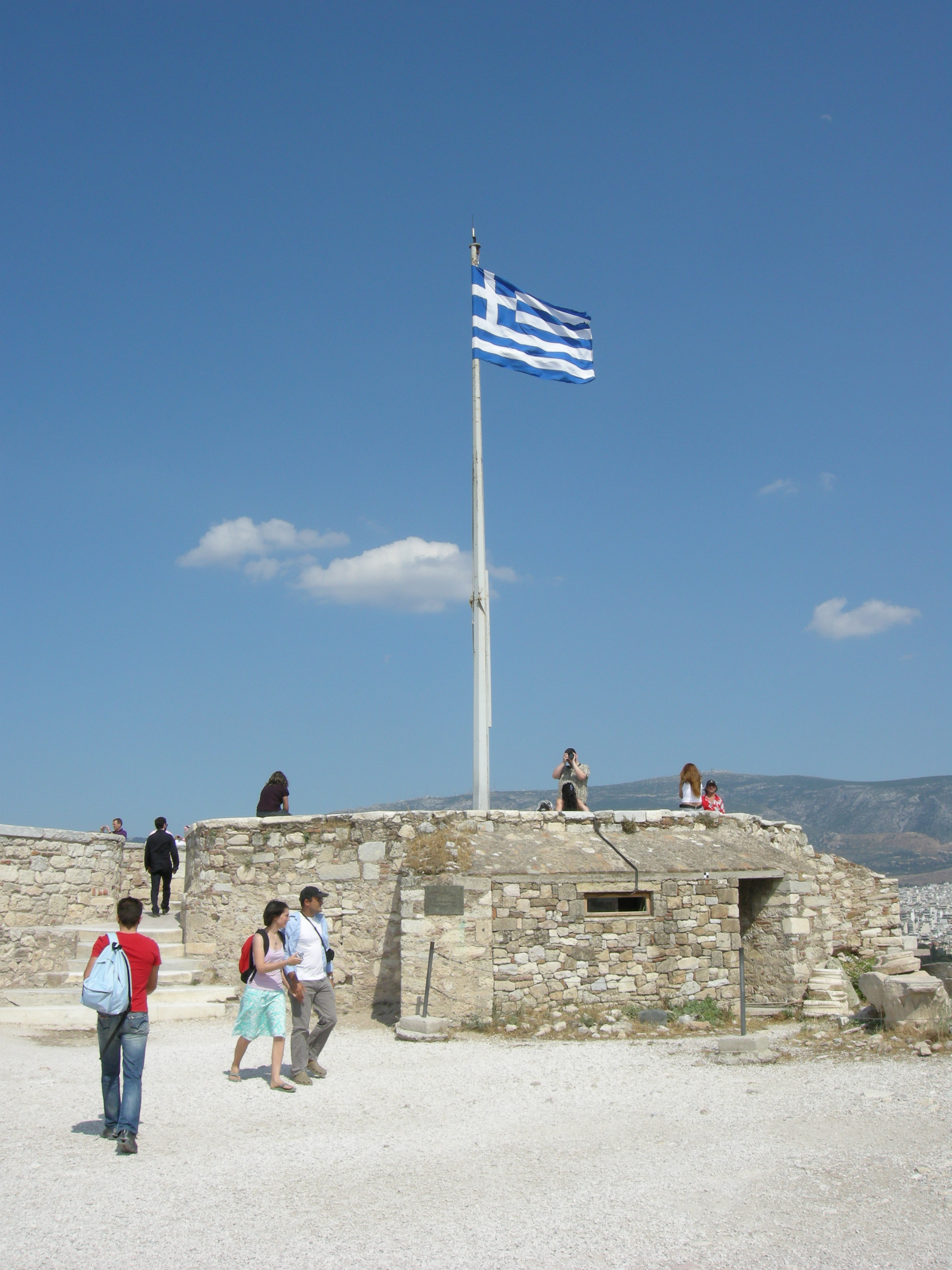
Fahnenmast auf der Akropolis heute

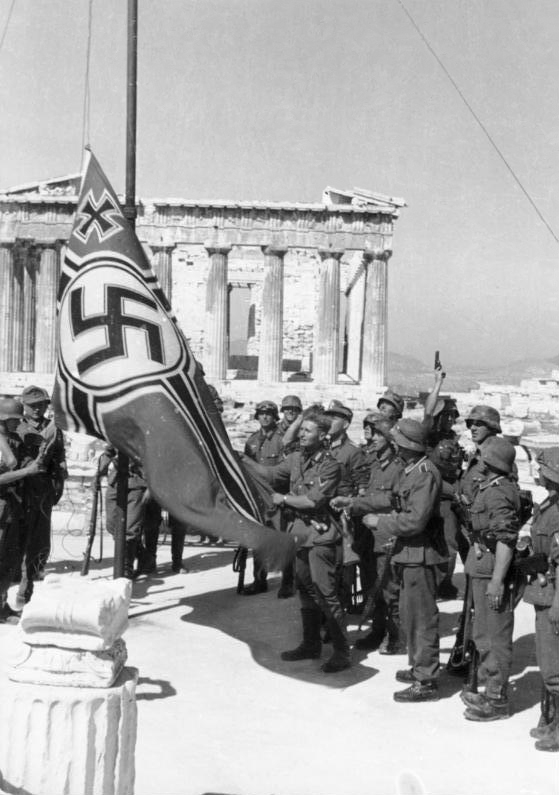
Hissen der Reichskriegsflagge auf der Akropolis in Athen

Apostolos Santas (griechisch Απόστολος Σάντας oder kurz Λάκης Σάντας Lakis Santas), auch Sandas (* 22. Februar 1922 in Patras; † 30. April 2011 in Athen), war ein griechischer Widerstandskämpfer gegen die deutsche Besetzung Griechenlands im Zweiten Weltkrieg. Er riss am 30. Mai 1941 mit Manolis Glezos die Hakenkreuzflagge auf der Akropolis ab und hisste die griechische Flagge.

## Leben
Santas’ Eltern stammten von der Insel Lefkada und kamen nach Patras. Seine Familie ging 1934 nach Athen, wo er seine Schulbildung abschloss. An der Universität von Athen begann er ein juristisches Studium, das er erst nach dem Ende der Besatzung Griechenlands im Jahre 1944 abschließen konnte.
Am 27. April 1941 hatte die Wehrmacht nach der Eroberung von Athen auf der Akropolis die Fahne mit dem Symbol des Hakenkreuzes gehisst. In der Nacht vom 30. Mai 1941 erklommen die 19-jährigen Apostolos Santas und Manolis Glezos die Akropolis, rissen die am Ostrand der Akropolis befindliche Hakenkreuzfahne herunter und hissten die griechische Flagge. Durch diese Widerstandshandlung auf der Akropolis wurden Santas und Glezos nicht nur zu antifaschistischen Helden, sondern dies war zugleich ein Fanal, das viele Griechen zum Widerstand anregte. Die deutschen Besatzer verurteilten die Täter, die die griechische Flagge hissten, in Abwesenheit zum Tode.
1942 trat Santas dem Ethnikó Apelevtherotikó Métopo, der Nationalen Befreiungsfront Griechenlands (EAM), und 1943 der bewaffneten Widerstandsorganisation Griechenlands, dem Ellinikós / Ethnikós Laikós Apelevtherotikós Stratós ELAS, bei. Diese Organisation war an zahlreichen kämpferischen Auseinandersetzungen in Zentralgriechenland gegen die Achsenmächte, darunter Italien und Bulgarien, beteiligt. Nach dem Ende der Besatzung Griechenlands wurde er wegen seiner linken Anschauungen bis ins Jahr 1946 in Ikaria inhaftiert, anschließend 1947 in Psyttalia und ab 1948 auf der Insel Makronisos, wo sich ein für die Folterung von politisch Andersdenkenden – insbesondere von Kommunisten – berüchtigtes Straflager befand. Von dort konnte er nach Italien fliehen, um anschließend in Kanada politisches Asyl zu erhalten. Im Asyl blieb er bis 1962 und kehrte anschließend nach Griechenland zurück, wo er bis zu seinem Tode lebte.

## Auszeichnungen
Apostolos Santas erhielt zahlreiche Auszeichnungen verschiedener Institutionen von Griechenland und von Ländern, die am Zweiten Weltkrieg beteiligt waren.
Das griechische Parlament zeichnete im Jahre 2008 Manolis Glezos und Apostolos Santas durch den Parlamentspräsidenten, Dimitris Sioufas, mit der Silbermedaille aus. Sioufas hob in seiner Laudatio hervor: 

„Die Nazi-Fahne zu entfernen ist ein Akt der Anstrengung und ein Beispiel dafür, wie Menschen für Freiheit und Demokratie kämpfen. […] Keine andere Aktion hat es in dem Maße geschafft, während der Besatzungszeit die Moral des griechischen Volkes anzufeuern.“

## Bronzetafel auf der Akropolis
Auf der Akropolis in Athen erinnert eine Bronzetafel im Bereich des Fahnenmastes an die Heldentat von Glezos und Santas im Jahre 1941.
Der Text auf der Tafel lautet:

«ΤΗ ΝΥΧΤΑ ΤΗΣ 30ης ΜΑΙΟΥ 1941 ΚΑΤΕΒΑΣΑΝ ΟΙ ΠΑΤΡΙΩΤΕΣ ΜΑΝΩΛΗΣ ΓΛΕΖΟΣ ΚΑΙ ΑΠΟΣΤΟΛΟΣ ΣΑΝΤΑΣ ΤΗ ΣΗΜΑΙΑ ΤΩΝ NAZI ΚΑΤΑΚΤΗΤΩΝ ΑΠΟ ΤΟ ΙΕΡΟ ΒΡΑΧΟ ΤΗΣ ΑΚΡΟΠΟΛΙΣ.

ΕΝΤΟΙΧΙΣΤΗΚΕ ΑΠΟ ΤΗ ‘ΕΝΩΜΕΝΗ ΕΘΝΙΚΗ ΑΝΤΙΣΤΑΣΗ 1941 – 1944’ ΤΟ 1982.»

„In der Nacht des 30. Mai 1941 rissen die Patrioten Manolis Glezos und Apostolos Santas die Fahne der Nazi-Besatzer vom heiligen Felsen der Akropolis.

Angebracht vom ‚Vereinten nationalen Widerstand 1941–1944‘ im Jahre 1982.“